# Take.1 Are You There?
Take.1 Are You There? é o segundo álbum de estúdio do grupo sul-coreano Monsta X. O álbum foi lançado em 22 de outubro de 2018 pela Starship Entertainment. O álbum é composto por dez músicas, incluindo o primeiro single "Shoot Out".

## Lista de músicas
| Lista oficial de faixas |                              |                                  |                                               |                                               |         |  |
| N.º                     | Título                       | Letras                           | Música                                        | Arranjo                                       | Duração |  |
| 1.                      | "Intro: Are You There?"      |                                  | STEREO14                                      | STEREO14                                      | 1:01    |  |
| 2.                      | "Underwater"                 | 브라더수(BrotherSu) Jooheon I.M  | 브라더수(BrotherSu) Caesar & Loui             | Caesar & Loui                                 | 3:46    |  |
| 3.                      | "Shoot Out"                  | Seo Ji-eum Jooheon I.M           | Daniel Kim Stereo14 Ti                        | Stereo14 Ti                                   | 3:27    |  |
| 4.                      | "Heart Attack"               | Wonho Jooheon I.M                | A-Dee Drew Ryan Scott                         | A-Dee                                         | 3:19    |  |
| 5.                      | "널하다"                     | Wonho Kihyun Minhyuk Jooheon I.M | Wonho 안성현 (펀치사운드) 신기현 (펀치사운드) | Wonho 안성현 (펀치사운드) 신기현 (펀치사운드) | 3:46    |  |
| 6.                      | "어디서 뭐해" (MOHAE)        | I.M 윤석 우키(Wooki) Jooheon     | I.M 윤석 우키(Wooki)                          | I.M 윤석 우키(Wooki)                          | 3:30    |  |
| 7.                      | "Oh My!"                     | 이스란 Jooheon I.M               | Maria Marcus Albin Nordqvist Brad.K           | Albin Nordqvist                               | 3:43    |  |
| 8.                      | "Myself"                     | Zaya (153/Joombas) Jooheon I.M   | Hyuk Shin Jeff Lewis                          | Hyuk Shin MRey(Joombas)                       | 4:12    |  |
| 9.                      | "By My Side"                 | Jooheon 9F I.M                   | Jooheon 9F                                    | Jooheon 9F                                    | 3:43    |  |
| 10.                     | "Spotlight (Versão coreana)" | Wonho Jooheon I.M                | Albin Nordqvist Adrian Mckinnon GASHIMA       | Albin Nordqvist                               | 3:56    |  |
| Duração total:          | Duração total:               | Duração total:                   | Duração total:                                | Duração total:                                | 34:25   |  |

## Paradas musicais
| Parada (2018)               | Posição |
| --------------------------- | ------- |
| Japanese Albums (Oricon)    | 7       |
| South Korean Albums (Gaon)  | 1       |
| US World Albums (Billboard) | 7       |

## Vendas
| Região               | Vendas  |
| -------------------- | ------- |
| Japão (Oricon)       | 10,592  |
| Coreia do Sul (Gaon) | 239,137 |

## Prêmios e indicações

### Golden Disc Awards
| Ano  | Categoria    | Destinatário          | Resultado | Ref.  |
| ---- | ------------ | --------------------- | --------- | ----- |
| 2019 | Disc Daesang | Take.1 Are You There? | Indicado  | [ 8 ] |
| 2019 | Disc Bonsang | Take.1 Are You There? | Venceu    | [ 8 ] |

### Prêmios em programas musicais

#### The Show
| Ano  | Data          | Canção      |
| ---- | ------------- | ----------- |
| 2018 | 30 de Outubro | "Shoot Out" |

#### Show Champion
| Ano  | Data          | Canção      |
| ---- | ------------- | ----------- |
| 2018 | 31 de Outubro | "Shoot Out" |

#### M Countdown
| Ano  | Data          | Canção      |
| ---- | ------------- | ----------- |
| 2018 | 1 de Novembro | "Shoot Out" |

#### Music Bank
| Ano  | Data          | Canção      |
| ---- | ------------- | ----------- |
| 2018 | 2 de Novembro | "Shoot Out" |